# Махачкалинское нефтяное месторождение
Махачкалинское нефтяное месторождение (англ. Makhachkalinskoe oilfield; Предкавказская нефтегазоносная субпровинция) — нефтяное месторождение у города Махачкала, расположено в прикаспийской низменной зоне Республики Дагестан. В настоящее время месторождение имеет среднее промышленное значение.
Не путать с: «Махачкалинское месторождение термальных вод», которое разрабатывается с 1930-х годов.

## История
Месторождение было открыто благодаря геологическим описаниями (с 1901 года) и геологоразведочным работам под руководством геолога нефти К. П. Калицкого.
Глубокое разведочное бурение (1 — 1.5 км) сопровождалось техническими проблемами и авариями. Большой вклад в продолжение разведки внёс И. О. Брод.
Попутно было вскрыто газовое месторождение, которое газифицировало предприятия Махачкалы.
Месторождение было открыто в 1941 году, основное промышленное освоение началось с октября 1943 года. Этот ресурс внёс значительный вклад в победу в Великой Отечественной войне.
Дебит каждой скважины составил от 10 до 250 т нефти в сутки.
- С 1970 года разрабатывается соседнее месторождение «Махачкала-Тарки».
- С 1980 — Димитровское нефтегазоконденсатнонефтяное месторождение, в 15 км юго-восточнее Махачкалы.

## Геологическое описание
Месторождение приурочено к брахиантиклинальной складке длиной 7-8 километров.
Скважинами вскрыт геологический разрез миоцена (сарматский ярус, караганский, чокранский горизонты в верх майкопской свиты).
Промышленная нефтеносность в основном приурочена к песчаным прослоями глинистой свиты чокракского горизонта.